# Xavier Jiménez Santafé
Xavier Jiménez Santafé, más conocido como Xavi Jiménez, (Santa Coloma de Gramanet, 21 de enero de 1979) es un exfutbolista español que jugaba de centrocampista. Su último equipo fue la Unió Esportiva Sant Andreu.

## Carrera deportiva
Su primer equipo como profesional fue la UDA Gramanet en 1998.
En 1999 fichó por el Villarreal de la Segunda División, con el que esa misma temporada ascendió a Primera División. Sin embargo, en la temporada 2000-01 el Villarreal lo cedió al Elche, de la Segunda División.
En 2001 fichó por el CD Onda de la Segunda División B. En 2002 regresó al Gramanet donde permaneció hasta 2004, cuando fichó por el Recreativo de Huelva.
Con el Recreativo disputó 65 partidos y jugó 7 partidos entre 2004 y 2006, logrando con el Recreativo el ascenso a Primera División. Durante la temporada 2006-07, sin embargo, estuvo cedido en el Ciudad de Murcia, también de Segunda División.
En 2007 fichó por el Albacete Balompié de la Segunda División, club en el que permaneció hasta 2009, con el que jugó 52 partidos y marcó tres goles.
Tras dejar el Albacete pasó por la Unió Esportiva Lleida y por la Unió Esportiva Sant Andreu, con ambos equipos en Segunda B, antes de retirarse.

## Clubes
| Club                      | País   | Año         |
| ------------------------- | ------ | ----------- |
| Gramanet                  | España | 1997 - 1999 |
| Villarreal                | España | 1999 - 2001 |
| Elche (cedido)            | España | 2000 - 2001 |
| CD Onda                   | España | 2001 - 2002 |
| Gramanet                  | España | 2002 - 2004 |
| Recreativo de Huelva      | España | 2004 - 2007 |
| Ciudad de Murcia (cedido) | España | 2006 - 2007 |
| Albacete Balompié         | España | 2007 - 2009 |
| Lleida                    | España | 2009 - 2011 |
| Sant Andreu               | España | 2011 - 2016 |